# Joseph Whipple junior

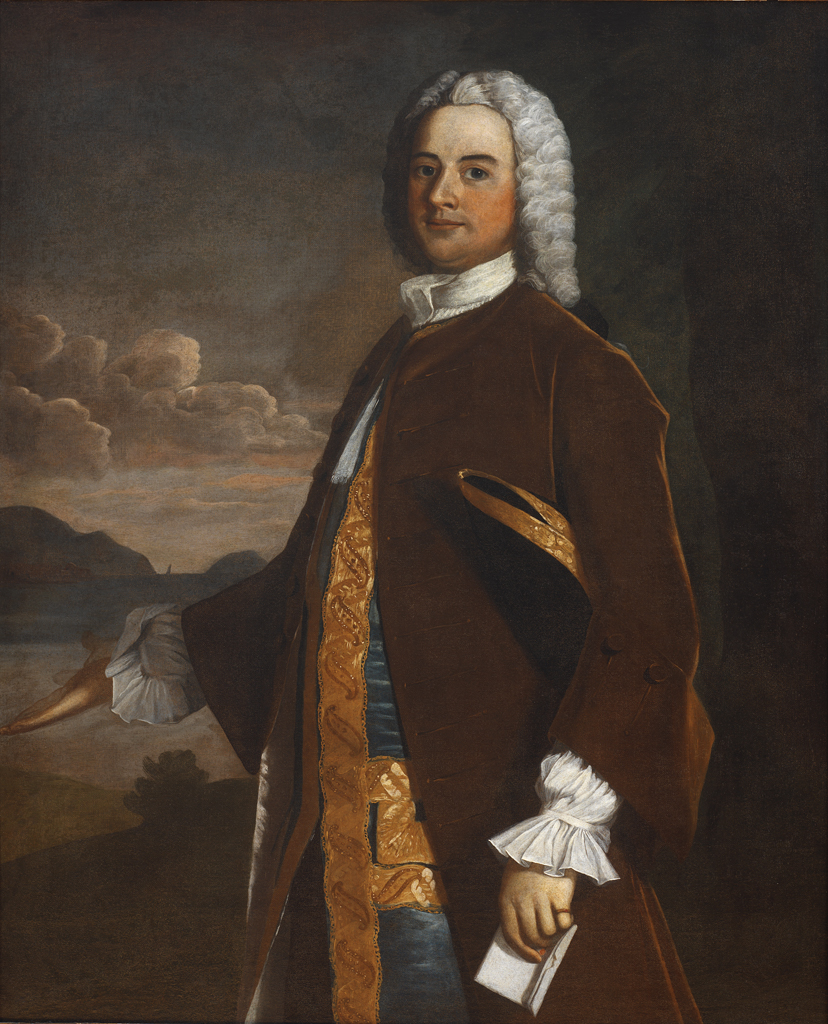
Porträt von Joseph Whipple junior (1746–1749)

Joseph Whipple junior (* 30. Dezember 1687 in Providence, Colony of Rhode Island and Providence Plantations; † 1750 in Newport, Colony of Rhode Island and Providence Plantations) war ein wohlhabender Händler und Politiker. Er war ein Vizegouverneur (Deputy Governor) der Colony of Rhode Island and Providence Plantations.

## Werdegang
Joseph Whipple junior, Sohn von Colonel Joseph Whipple, wurde in der Kolonialzeit im Providence County geboren. Er kam als drittes von zwölf Kindern auf die Welt. Sein Vater war als Händler tätig. Über die Jugendjahre von Joseph Whipple junior ist nichts bekannt. Whipple wurde ein Reeder, der mit vielen Gütern, einschließlich Sklaven, handelte. In diesem Zusammenhang betrieb er oft Handel mit den Spaniern und Franzosen, welche mit den Briten im Krieg standen. Whipple galt als reichstes Mitglied seiner ausgedehnten Familie von Händlern, wenn auch die volle Höhe seines Nachlasses nicht in öffentlichen Aufzeichnungen aufgefunden werden konnte. Er fungierte von 1743 bis 1745 sowie von 1746 bis 1747 als Vizegouverneur der Kolonie.

## Familie
Whipple war sehr wohlhabend und heiratete auch in wohlhabende Familien ein. Seine erste Ehefrau war Anne Almy. Das Paar bekam vier Kinder: Joseph, Christopher, Joseph und William. Alle ihre Kinder verstarben in Kindesalter. Seine Ehefrau starb zwei Wochen nach ihrem letzten Kind. Nach ihrem Tod heiratete er Sarah Redwood, wahrscheinlich die Tochter seines Geschäftspartners Abraham Redwood. Redwood war ein Händler, Reeder, Sklavenhalter und Philanthrop, welcher eine große und profitable Plantage auf Antigua (Westindische Inseln) hatte. Er war auch der Gründer der Redwood Library in Newport. Mit seiner zweiten Ehefrau bekam Whipple neun gemeinsame Kinder: Sarah, Joseph, Benjamin, Abraham, William, Amey, Alice, Mehitable und Mary. Sein zweites Kind, Joseph Whipple III., war von 1751 bis 1753 Vizegouverneur der Kolonie. Das Testament von Whipple wurde auf den 28. Mai 1750 datiert und am 2. Juli 1750 verlesen, was darauf hindeutet, dass er im Juni 1750 verstarb.